# Jam (Brainstorming)
Ein Jam ist ein Online-Massen-Brainstorming. Dabei werden in einem bestimmten Zeitrahmen gemeinschaftlich Ideen erarbeitet oder Vorschläge zur Lösung von Problemen eingebracht.
Jam leitet sich von Jamsession aus dem Jazz ab. Wie bei einer Jamsession kommen beim Jam verschiedenste Akteure zusammen und tragen gemeinsam zum Ergebnis bei. Ein Jam kann öffentlich oder nur für eine bestimmte Gruppe sein und wird meist von Moderatoren begleitet. Experten können bestimmte Themenschwerpunkte setzen und die Diskussionen begleiten. Durch die Auswertung von Schlagworten, Tags oder Bewertungen von Ideen können bestimmte Trends in dem Jam ausgemacht werden.

## Beispiele durchgeführter Jams
- 2003 wurden die Unternehmenswerte der IBM in einem globalen Jam gemeinsam mit den Mitarbeitern neu definiert[2]
- 2006 wurde der IBM Innovation Jam mit mehr als 150.000 Leuten aus 104 Ländern und 67 Firmen durchgeführt.[3]
- 2011 fand ein 48 Stunden "innovation jamming" (Global Service Jam) der Firma Work|Play|Experience zum Thema "Superhelden" statt, um Ideen für neue Dienstleistungen zu generieren[4]